# Martyna Wardak
Martyna Wardak (ur. 7 września 1984 we Wrześni) – polska siatkarka plażowa, pięciokrotna medalistka mistrzostw Polski w siatkówce plażowej. Doktor nauk o zdrowiu, fizjoterapeutka.

## Kariera sportowa
W 2011 roku wywalczyła złoty medal mistrzostw Polski w parze z Joanną Wiatr. Ze względu na brak rozegrania turnieju finałowego mistrzostw Polski medale zostały przyznane na podstawie rankingu Polskiego Związku Piłki Siatkowej. W 2012 i 2013 roku para Wardak/Wiatr wywalczyła brązowe medale podczas finałów rozgrywanych w Niechorzu. W 2015 roku w Krakowie Martyna z Joanną zdobyły srebrne medale, przegrywając finał z Moniką Brzostek/Kingą Wojtasik. W 2016 roku podczas finałów mistrzostw Polski we Wrześni Martyna Wardak w parze z Katarzyną Kociołek stanęła na drugim stopniu podium.
W latach 2006–2016 reprezentowała Polskę w turniejach międzynarodowych. W marcu 2016 roku w parze z Małgorzatą Stępień zagrała w pierwszym oficjalnym turnieju siatkówki na śniegu z cyklu CEV Snow Volleyball European Tour w czeskim Szpindlerowym Młynie, zajmując czwarte miejsce.

## Kariera naukowa
W 2013 uzyskała stopień doktora nauk o zdrowiu po obronie rozprawy doktorskiej pt. "Ocena funkcji stawu kolanowego po jednoczasowej rekonstrukcji wielowięzadłowej i rehabilitacji pooperacyjnej" napisanej pod kierunkiem dr hab. Andrzeja Nowakowskiego z Wydziału Nauk o Zdrowiu Uniwersytetu Medycznego im. Karola Marcinkowskiego w Poznaniu. Pracuje jako fizjoterapeutka oraz asystent w Klinice Biomateriałów i Stomatologii Doświadczalnej UMP.